# 村聲

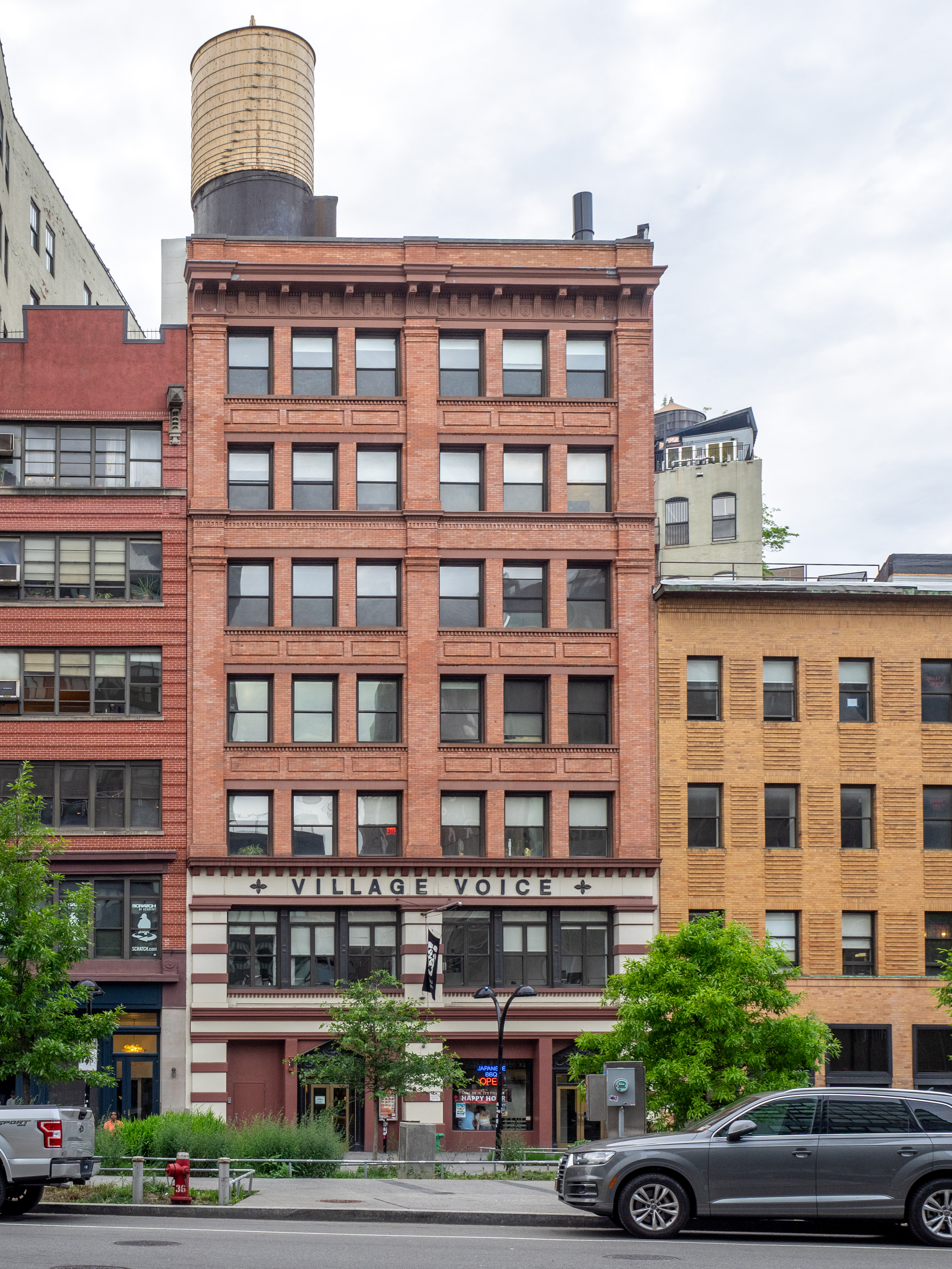
该报库珀广场办公室

《村聲》（直译：「村庄声音」，又譯作《乡村之声》），是一家美国新闻和文化出版物，总部位于纽约格林尼治村，以美国第一份另类新闻周报而闻名。《村聲》由丹·沃尔夫、埃德·范彻、约翰·威尔科克和诺曼·梅勒于1955年创办，最初是纽约市创意社区的一个平台。它于2017年停刊，但其在线档案仍然可以访问。所有权变更后，《村聲》于2021年4月以季刊形式重新出版。
《村聲》出版63年来，荣获三项普利策奖、一项国家新闻奖和一项乔治波尔克奖。《村聲》由多位作家和艺术家主持，包括作家艾兹拉·庞德、漫画家琳达·巴里以及艺术评论家羅伯特·克里斯特高、安德鲁·萨里斯、約拿斯·梅卡斯和 J. 霍伯曼。
2015年10月，《村声》变更了所有权，并断绝了与前母公司声音媒体集团（Voice Media Group，VMG）的所有联系。2017年8月22日，该报宣布将停止出版印刷版，完全转向数字版。 最终印刷版的封面是鲍勃·迪伦1969年的照片，于2017年9月21日发行。2017年暂停印刷版后， 《村聲》通过其网站提供信息，直至2018年8月31日，届时数字版已发布已停产。
2020年12月23日，编辑R·C·贝克（R. C. Baker）宣布该报将恢复在线和每季度印刷版发布新文章。2021年1月，新的原创故事开始在该网站上再次发布。春季印刷版于2021年4月发布。The Voice的网站继续提供与时事相关的档案资料。

## 参阅
- 紐約市的媒體